# Anacamptodes intractaria
Anacamptodes intractaria är en fjärilsart som beskrevs av Walker 1860. Anacamptodes intractaria ingår i släktet Anacamptodes och familjen mätare. Inga underarter finns listade i Catalogue of Life.